# Kotasaari (ö i Lappland, Rovaniemi, lat 66,84, long 26,47)
Kotasaari är en ö i Finland. Den ligger i sjön Pyhäjärvi och i kommunen Rovaniemi i den ekonomiska regionen  Rovaniemi ekonomiska region  och landskapet Lappland, i den norra delen av landet, 700 km norr om huvudstaden Helsingfors. Öns area är 0,7 hektar och dess största längd är 200 meter i sydöst-nordvästlig riktning.